# Arlene Croce
Arlene Louise Croce (Providence, 5 maggio 1934 – Johnston, 16 dicembre 2024) è stata una critica teatrale e saggista statunitense.

## Biografia
Nata in una famiglia italoamericana a Rhode Island nel 1935, crebbe ad Asheville e frequentò il Woman's College dell'Università della Carolina del Nord; successivamente si trasferì a New York per perfezionarsi al Barnard College, ove conseguì la laurea in letteratura inglese nel 1955.
Cominciò a firmare recensioni di balletti e film su riviste e giornali quali Film Culture e National Review e nel 1965 fu una delle co-fondatrici di Ballet Review. Nel 1973 si unì alla redazione del New Yorker, dove si affermò come una delle più influenti critiche di danza negli Stati Uniti. Durante la sua lunga carriera con il New Yorker, terminata con il pensionamento nel 1996, si occupò non solo di balletto, ma anche di film musicali e stili di danza più popolari. Nel 1972 ottenne recensioni favorevoli per il suo libro The Fred Astaire & Ginger Rogers Book, finalista per il National Book Award per la saggistica nel 1973.
Nel 1994 suscitò scalpore la sua decisione di non recensire Still/Here di Bill T. Jones, un balletto ispirato e influenzato dall'esperienza dei malati di AIDS in fase terminale: Croce definì questo genere di opere "victim art", descrivendole come "irrecensibili" a causa del soggetto e del coinvolgimento in prima persona dei malati. La sua decisione, così come l'articolo in cui la motivava ("Discussing the Undiscussable") divennero oggetto di dibattito e diversi personaggi del mondo della cultura (tra cui bell hooks, Susan Sontag, Joyce Carol Oates, Tony Kushner, Hilton Kramer e Camille Paglia) scrissero articoli a sostegno o in disaccordo.
È morta nel natio Rhode Island nel 2024 all'età di novant'anni.

## Opere
- (EN) The Fred Astaire & Ginger Rogers Book, Outerbridge & Lazard, ISBN 978-0876900277.
- (EN) Afterimages, Vintage Books, 1978, ISBN 9780394726069.
- (EN) Going to the Dance, Knopf, 1982, ISBN 9780394524412.
- (EN) Sight Lines, Knopf, 1987, ISBN 9780394561646.
- (EN) Writing in the Dark, Dancing in 'The New Yorker', Farrar, Straus and Giroux, 2000, ISBN 978-0374104559.